# Kunihiko Kodaira
Kunihiko Kodaira (小平 邦彦, Kodaira Kunihiko), född 1915 i Tokyo, Japan, död i juli 1997 i Kofu, Japan, var en japansk matematiker, känd för framstående arbete i algebraisk geometri och teorin om komplexa mängder, och som grundare av den japanska skolan för algebraiska geometer. Han tilldelades Fieldspriset 1954  och var då den första japanska medborgaren att få denna utmärkelse. År 1984/1985 fick han Wolfpriset i matematik.

## Biografi
Kodaira utexaminerades från Tokyos universitet 1938 med en examen i matematik och tog även examen vid fysikavdelningen på samma universitet 1941. Under andra världskriget arbetade han isolerat, men lärde sig behärska Hodgeteorin sådan som den då stod. Han disputerade vid Tokyos universitet 1949, med avhandlingen Harmonic fields in Riemannian manifolds. Han var verksam med kryptografiskt arbete från omkring 1944, samtidigt som han innehade en akademisk befattning i Tokyo. 
År 1949 flyttade Kondaira till Institute for Advanced Study i Princeton, New Jersey på inbjudan av Hermann Weyl. Han utnämndes till docent vid Princeton University 1952 och befordrades till professor 1955.
Kodaira lämnade Princeton University och Institute for Advanced Study 1961, och tjänstgjorde en kort tid som ordförande vid Johns Hopkins University och Stanford University. År 1967 återvände han till Tokyos universitet. Han tilldelades ett Wolfpris 1984-1985. Han avled i Kofu den 26 juli 1997.

## Vetenskapligt arbete
Vid Kondairas tid på Princeton fördes grunden för Hodgeteorin i linje med samtida teknik i operatorteori. Han blev snabbt engagerad i att utnyttja de verktyg som detta öppnade upp i algebraisk geometri och lade till kärveteorin när den blev tillgänglig. Detta arbete hade särskild påverkan, till exempel på Friedrich Hirzebruch.
I en andra forskningsfas skrev Kodaira en lång serie artiklar i samarbete med Donald C. Spencer, som grundade deformationsteorin om komplexa strukturer hos mängder. Detta gav möjlighet till konstruktioner av modulrymder, eftersom sådana strukturer i allmänhet är kontinuerligt beroende av parametrar. Denna teori är fortfarande grundläggande, och hade också ett inflytande på (tekniskt mycket annorlunda) systemteorin om Grothendieck. Spencer fortsatte sedan detta arbete och tillämpade teknikerna på andra strukturer än komplexa, såsom G-strukturer.
I en tredje stor del av sitt arbete arbetade Kodaira igen från omkring 1960 med klassificering av algebraiska ytor ur birational geometri av komplexa mängder. Detta resulterade i en typologi av sju typer av tvådimensionella kompakta komplexa mängder, knutna till de fem algebraiska typerna som är klassiskt kända, medan de andra två är icke-algebraiska. Han tillhandahöll också detaljerade studier av elliptiska fibrationer av ytor över en kurva, eller med andra ord elliptiska kurvor över algebraiska funktionsfält, en teori vars aritmetiska analog visade sig vara viktig strax efteråt. Detta arbete innehöll också en karakterisering av K3-ytor som deformationer av kvartiska ytor i P4, och satsen att de bildar en enda diffeomorfiklass. Återigen har detta arbete visat sig vara grundläggande. (K3-ytorna är uppkallade efter Ernst Kummer, Erich Kähler och Kodaira).